# میلانووو (استان صوفیه)

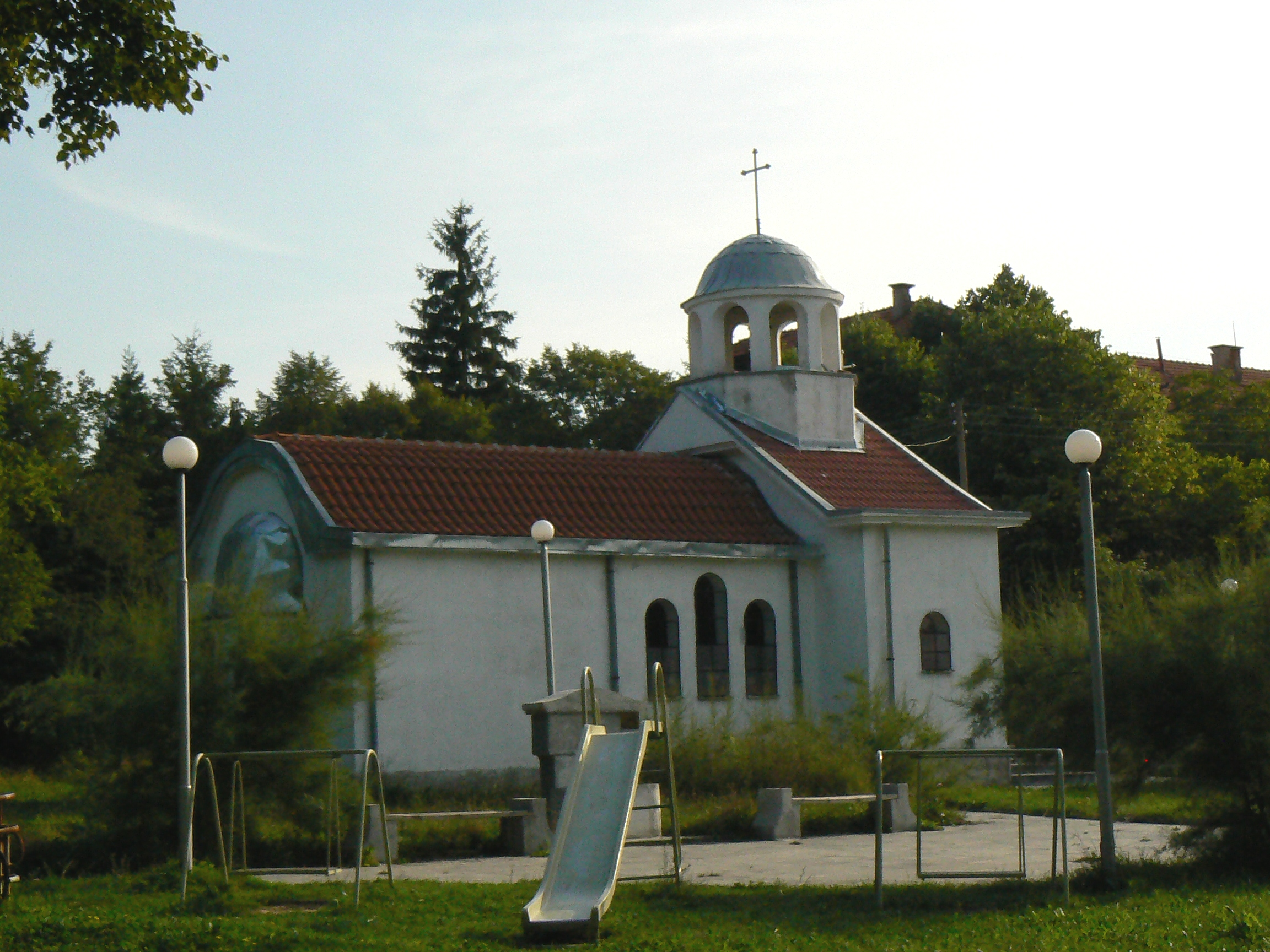
کلیسایی در میلانووو

میلانووو (به بلغاری: Milanovo) یک منطقهٔ مسکونی در بلغارستان است که در استان صوفیه واقع شده‌است.